# 親ガチャ
親ガチャ（おやガチャ）は、生まれもった容姿や能力、家庭環境によって人生が大きく左右されるという認識に立ち、「生まれてくる子供は親を選べない」ことを、スマホゲームの「ガチャ」 に例えた日本のインターネットスラング。

## 経緯
2015年頃からスマホゲームの流行とともに「親ガチャ」という言葉がネット上で流行した。当時は愚痴を言う感覚で使う自虐的なスラングであったが、2021年9月以降、「親ガチャ」は毒親や経済格差について論じるシリアスな言葉に変容した。きっかけとなったのは現代ビジネスで配信された土井隆義の記事であった。学生たちが使う「親ガチャ」「身長ガチャ」「容姿ガチャ」という言葉に着目し、若者の心理と社会背景を分析した論考で、記事が公開されるとSNS上で論争が巻き起こった。その後、多くのネット記事やテレビの情報番組に取り上げられたこともあり、同年のユーキャン新語・流行語大賞のトップテンに選出され、同年の大辞泉が選ぶ新語大賞では大賞となった。　　

## 論評・分析
親ガチャは当たりではなく、ハズレと思っている子ども側から語られがちである。親ガチャには環境要因（育ち）だけではなく遺伝的要因（生まれ）についても言われることがある。特に子供側の観点から、自身の能力や環境に対する諦めや苛立ち、思い通りにうまくいかない原因を「ガチャに外れた」と例え、生まれた時点で「アタリかハズレは運次第である」という意味が込められている。
教育社会学においては、家庭の経済資本や文化資本、社会関係資本が子供の学力、ひいてはその後の人生に大きな影響を与える傾向があることは「再生産」として理論化されている。一方、親ガチャ論はこれらの環境的要素のみに限らず、容姿や知能、身体能力など、遺伝的要素も含めた概念である点が従来の議論とは異なる。
流行の背景として、経済格差の固定化が指摘されている。また、「努力は報われる」というメリトクラシー（能力主義）を批判するマイケル・サンデルらの影響で、「努力不足」「甘えるな」といった自己責任論への反発が強まっていたことも挙げられる。しかし、「親ガチャ」という考え方について、厳然たる競争の勝ち負けを受け入れられない人間の我儘として片付けたり、完全な環境が与えられなければ努力できない本人の甘えとする批判もまた数多く存在する。
読売新聞は、2022年2月12日から4月4日までの「親ガチャ」という言葉が含まれる1万8232ツイートを収集し、「親ガチャ」という言葉と一緒に語られた言葉を使用頻度順にまとめた。最も多く使われた言葉は「失敗」で、同じような意味で「ハズレ」も多く使われていた。虐待など深刻な親子関係に言及するツイートが多かった一方で「成功」も上位に入り、親への感謝を語ったツイートもあった。土井隆義は「この言葉は親を責める言葉ではなく、子が自分を守る言葉だ」と指摘し、「自分の不遇を宿命としてとらえる世界観が透けて見える。自分語りに終始していて、社会的な言葉でない」「ハズレの親の存在や、格差は社会的な問題としてとらえるべきなのに、ガス抜きをして、個人の問題に置き換えてしまう」と語った。
「親ガチャ外れ」の例として、子供に虐待や過干渉等の仕打ちを与える親や、借金やDV、精神疾患、逸脱行動などの要素がある親が挙げられることがある。

## 著名人の反応
- 岸田文雄（第100・101代内閣総理大臣）は「親ガチャ」の流行について、「寂しく、悲しいことだ。子育て世帯をしっかり支える施策を用意し、格差をなくさなければならない」「日本の子供たちに未来に希望が持てるような教育の環境整備をしっかりと進めたい」と述べている[18]。
- 橋下徹（タレント、弁護士、元大阪府知事）は「親の立場からすると、子どもに“親ガチャ”なんて言われたら辛い」とした上で、「本当に家庭環境が厳しい子どもは、そういうことも言えないと思う」「虐待などに苦しみ、命を落とす子どもたちもいる。そこはやはり行政がサポートする体制を作らなければいけない」と述べ、親についても「子どもを育てるにあたっての一定の知識とか意識のハードルを設ける必要もあると思う」と語った[19]。
- 乙武洋匡は、「私は『肉体ガチャ』に外れた。きっと他のガチャに外れた人もいるだろう」「私は、どんなガチャを引いても豊かに生きられる社会にしたい。それには、とにかく選択肢を増やすこと」と述べている[20]。
- 石原伸晃（元・自民党幹事長、石原慎太郎の長男）は「親ガチャという概念も現実も、この国からなくしていかなければなりません」とツイートした[21]。
- 高須幹弥（高須クリニック名古屋院院長、高須克弥の三男）はYouTubeにて、Instagramフォロワーからの「親ガチャについてどう思いますか？」という質問に対し、「親ガチャは存在します」と述べた上で、「親ガチャって言葉を使うだけで他人からの評価が下がってしまう」などと、他責的な印象で評価が下がることを危惧する旨を回答した[22][23]。

## 類似のスラング
逆に親目線から、どのような資質や能力をもった子供が産まれるか、どう育つか予想できないことを例える「子ガチャ」とのスラングある。こちらはイメージ通り、又はイメージより優れた子が生まれた場合を「当たり」と表する。これに限らず、「自分にコントロールできない要素」で人生が決まることを意味する俗語として「○○ガチャ」がある（国ガチャ、身長ガチャ、顔面ガチャ、配属ガチャ、自治体ガチャ、先生ガチャなど）。